# Bhalki
Bhālki är en ort i Indien.   Den ligger i distriktet Bīdar och delstaten Karnataka, i den centrala delen av landet, 1 200 km söder om huvudstaden New Delhi. Bhālki ligger 583 meter över havet och antalet invånare är 38 583.
Terrängen runt Bhālki är platt. Runt Bhālki är det tätbefolkat, med 257 invånare per kvadratkilometer. Det finns inga andra samhällen i närheten. Trakten runt Bhālki består till största delen av jordbruksmark.